# Otakar Šubrt
Otakar Šubrt (14. března 1905 Hořice – 31. května 1943) byl český armádní a civilní pilot a odbojář popravený nacisty.

## Život

### Před druhou světovou válkou
Otakar Šubrt se narodil 14. března 1905 v Hořicích v rodině truhlářského mistra. Stal se vojenským pilotem, mj. působil jako kurýrní pilot Tomáše Garrigua Masaryka při jeho pobytech na Slovensku. V armádním letectvu dosáhl hodnosti četaře. Účastnil se leteckých závodů, na několika z nich zvítězil. Po odchodu z armády létal u Československých státních aerolinií.

### Druhá světová válka
Po německé okupaci v březnu 1939 pracoval Otakar Šubrt jako letecký oficiál na brněnském letišti. Zapojil se do protinacistického odboje, byl součástí zpravodajské sítě řízené rovněž bývalým pilotem a agentem sovětské armádní rozvědky Radoslavem Seluckým dodávající informace Československé vládě ve Velké Británii tak Sovětskému svazu. Po rozkrytí sítě byl 6. března 1941 zatčen gestapem a za velezradu odsouzen k trestu smrti. Popraven byl 31. května 1943.

## Posmrtná ocenění
- Otakaru Šubrtovi byl v roce 1945 in memoriam udělen Československý válečný kříž 1939